# Mosquée Mustafa Gazdal
La mosquée Mustafa Gazdal est une mosquée située à Qusar en Azerbaïdjan.

## Histoire
La mosquée Mustafa Gazdal, située à Qusar, a été construite en 1998 par la Présidence des affaires religieuses.